# Opisthorchis felineus
Opisthorchis felineus és un trematode causant de l'opistorquiosi en humans, prevalent a l'est d'Europa i al sud-est asiàtic. S'inclou al gènere Opisthorchis juntament amb Opisthorchis viverrini, amb el qual comparteixen moltes característiques morfològiques.
Les infeccions causades per O. felineus solen ser asimptomàtiques, però en alguns casos poden donar símptomes semblants a la hepatitis.